# Otto Wallach
Otto Wallach, nemški kemik, nobelovec, * 27. marec 1847, Königsberg, Prusija, † 26. februar 1931, Göttingen, Nemčija
Leta 1910 je prejel Nobelovo nagrado za kemijo za svoj prispevek na področju eteričnih olj ter odkritja načinov ekstrakcij terpenov.

## Življenje
Otto Wallach se je rodil 27. marca 1847 v Königsbergu, očetu Gerhardu Wallachu in materi Otillie (roj. Thoma). Njegov oče je deloval kot pruski uradnik, dokler ni bil premeščen v Potsdam, kjer je prevzel vlogo generalnega revizorja. Seveda se je družina preselila skupaj z njim. Otto je svojo izobrazbo začel na humanistični gimnaziji v Potsdamu, kjer je pridobil zanimanje za zgodovino in umetnost. V šoli so bila predavanja iz kemije zelo redka in poenostavljena. Kljub temu je že tedaj imel zanimanje za eksperimentiranje in kemijo, celo toliko, da je začel eksperimente izvajati kar doma.
Po končani gimnaziji se je leta 1867 vpisal na Univerzo v Göttingenu, kjer študiral kemijo pod mentorstvom Wöhlerja, Fittiga in Hübnerja študiral kemijo. Kmalu je izkoristil priložnost ter za en semester odšel v Berlin, kjer je študiral pod mentorstvom Augusta W. von Hofmanna in Gustava Magnusa. Ob vrnitvi je nadaljeval študij ter leta 1869 po preteku samo 5 semestrov pridobil doktorat iz kemije pod Hübnerjevim mentorstvom. Njegova doktorska teza je obravnavala izomere v toluenu. Skozi celoten čas študija je tudi pomagal profesorju Wöhlerju pri njegovih raziskavah.
Med letoma 1869 in 1870 je deloval kot asistent profesorju Hermannu Wichelhausu v Berlinu, s katerim je raziskoval nitriranje b-naftola. Leta 1970 se je nato zaposlil kot asistent na Univerzi v Bonnu, kjer je sodeloval s profesorjem Kekuléjem. Svoj položaj je mogel še isto leto zapustiti saj je bil vpoklican v vojsko. Po vrnitvi se je 1872 zaposlil v podjetju Aktien-Gesellschaft für Anilin-Fabrikation, vendar je podjetje zaradi slabega zdravja zapustil in se istega leta spet zaposlil kot asistent na Univerzi v Bonnu. Na univerzi je deloval 19 let, pri čemer je leta 1876 končno postal docent in nato še redni profesor. Leta 1879 mu je bil kljub njegovemu nasprotovanju dodeljen položaj vodje oddelka farmacije. Kmalu se je spustil v študije eteričnih olj, pri čemer ga je zanimala predvsem ločitev in analiza terpenov. Tesno je sodeloval s Kekuléjem, ki ga je k raziskavam tudi povabil. Te raziskave so se kasneje izkazale kot njegovo največje življenjsko delo. Leta 1889 se je zaposlil na Univerzi v Göttingenu, kjer je nadomestil upokojenega profesorja Wöhlerja, ter deloval kot vodja oddelka kemijskega inštituta vse do leta 1915, ko se je zaradi izbruha prve svetovne vojne prisilno upokojil.
Leta 1910 je za svoje delo prejel Nobelovo nagrado iz kemije leta 1912 pa tudi Davyjevo medaljo. Umrl je 26. februarja 1931 v Göttingenu.

## Delo
Med svojim delom na Univerzi v Bonnu je Wallach tesno sodeloval s Friedrichom Kekuléjem. Raziskovala sta sestavine eteričnih olj. Do tedaj so že poznali veliko snovi ki so jih imenovali terpeni, campheni, citreni, carveni, cineni, cajuputeni, eucalyptini, hesperidini... vendar jih je le peščica bilo že izoliranih in njihova zgradba ter lastnosti so bile v večini primerov neznane. Kekulé je trdil, da je izolacija sama po sebi nemogoča, vendar je Wallach po veliko spodletelih poskusih s postopkom ponavljanja destilacije uspel ločiti esencialna olja na posamične komponente. Pri tem je uporabljal metodo iskanja, kjer je analiziral zgradbo že znane sestavine eteričnih olj in z njeno pomočjo napovedal oz. iskal nove. Ob analiziranju zgradbe že znane snovi je lahko zasnoval metodo, ki bi omogočala kristalizacijo nove. Po analiziranju fizikalnih in kemijskih lastnosti je uspel ločiti dobljene komponente med seboj po zgradbi. Ugotovil je, da imajo zelo podobne ali celo identične zgradbe. Vse snovi skupaj je poimenoval terpeni, ki se danes uvrščajo v skupino izoprenov. Kasneje je odkril še pinene. Njegovo delo je postavilo temelj industriji dišav.
Leta 1907 je svoje delo objavil v knjigi Terpene und Campher.
Po njem se imenujejo:
- Wallachovo pravilo,
- Wallachova degradacija,
- Leuckart-Wallachova reakcija,
- Wallachova razporeditev.

## Nagrade in dosežki
- imenovanje za častnega člana kemijskega združenja(1908),
- častni doktorat Univerze v Manchestru in Leipzigu ter Tehnološkega inštituta v Braunschweigu,
- Nobelova nagrada za kemijio (1910),
- imenovanje za častnega člana Verein Deutscher Chemiker (1912),
- Davyjeva medalja (1912)